# Geschichte Kroatiens seit 1990
Der Artikel Geschichte Kroatiens seit 1990 befasst sich mit der Geschichte der Kroatischen Republik seit 1990. Besonders geprägt ist die Geschichte dieser Zeit durch die Jugoslawienkriege.

## Der Krieg um die Unabhängigkeit Kroatiens
Am 19. Mai 1991 fand in Kroatien ein Referendums zur Unabhängigkeit Kroatiens statt. 
Bei einer Wahlbeteiligung von 83,56 Prozent stimmten 93,24 Prozent der Wähler für die staatliche Unabhängigkeit Kroatiens und 5,38 Prozent für den Verbleib in Jugoslawien. Daraufhin erklärte die Republik Kroatien, zusammen mit der Republik Slowenien, am 25. Juni 1991 die Unabhängigkeit von der Sozialistischen Föderativen Republik Jugoslawien. Franjo Tuđman wurde Präsident der Republik Kroatien. Die internationale Anerkennung folgte vom 15. Januar 1992; anlässlich der Anerkennung durch Deutschland veröffentlichte man das Lied „Danke Deutschland“. Die Transformation vom Einparteiensystem hin zu einer parlamentarischen Demokratie dauerte etwa eine Dekade.
Die de facto von Serbien dominierte Jugoslawische Volksarmee versuchte die Unabhängigkeitsbestrebungen militärisch niederzuwerfen. Der militärische Versuch, kroatische Gebiete sowohl mit großem als auch geringem Anteil an serbischer Bevölkerung von Kroatien abzuspalten und mittelfristig an Serbien anzugliedern, mündete in dem fast vier Jahre andauernden Kroatien-Krieg. Dieser endete erst nach militärischen Erfolgen der Kroaten (Militäroperation Oluja) mit dem Vertrag von Dayton.

## Kroatien nach dem Krieg
Mit der Unterzeichnung des Vertrags von Dayton am 21. Dezember 1995 durch den kroatischen Präsidenten Franjo Tuđman, den serbischen Präsidenten Slobodan Milošević und den bosnischen Präsident Alija Izetbegović wurden die  mehrjährigen Kriegshandlungen in Kroatien sowie Bosnien und Herzegowina beendet.
Von 1995 bis Anfang 1998 bereitete die UNTAES die endgültige Eingliederung der Gebiete um Vukovar und in der Baranja vor.
Am 6. November 1996 wurde Kroatien in den Europarat aufgenommen.
Nach dem Tod Tuđmans am 11. Dezember 1999 und den Parlamentswahlen am 3. Januar 2000 kam es zum ersten Regierungswechsel in 10 Jahren. Eine breite Koalition aus sechs bisherigen Oppositionsparteien unter Führung der SDP übernahm die Regierung. Präsident wurde Stipe Mesić und Ministerpräsident Ivica Račan. Die anfängliche Euphorie bei vielen Gegnern der HDZ legte sich schnell, als offensichtlich wurde, dass die erhofften Veränderungen auf sich warten ließen.
2001 kam es zu ersten internen Konflikten um die Zusammenarbeit mit dem internationalen Gerichtshof in Den Haag, und die HSLS unter Dražen Budiša verließ die Regierung. Der Koalitionsregierung wurde oft vorgeworfen, sie sei zu zögerlich mit der Aufarbeitung von zehn Jahren HDZ-Regierung vorgegangen und habe vor wichtigen Reformen zurückgeschreckt.

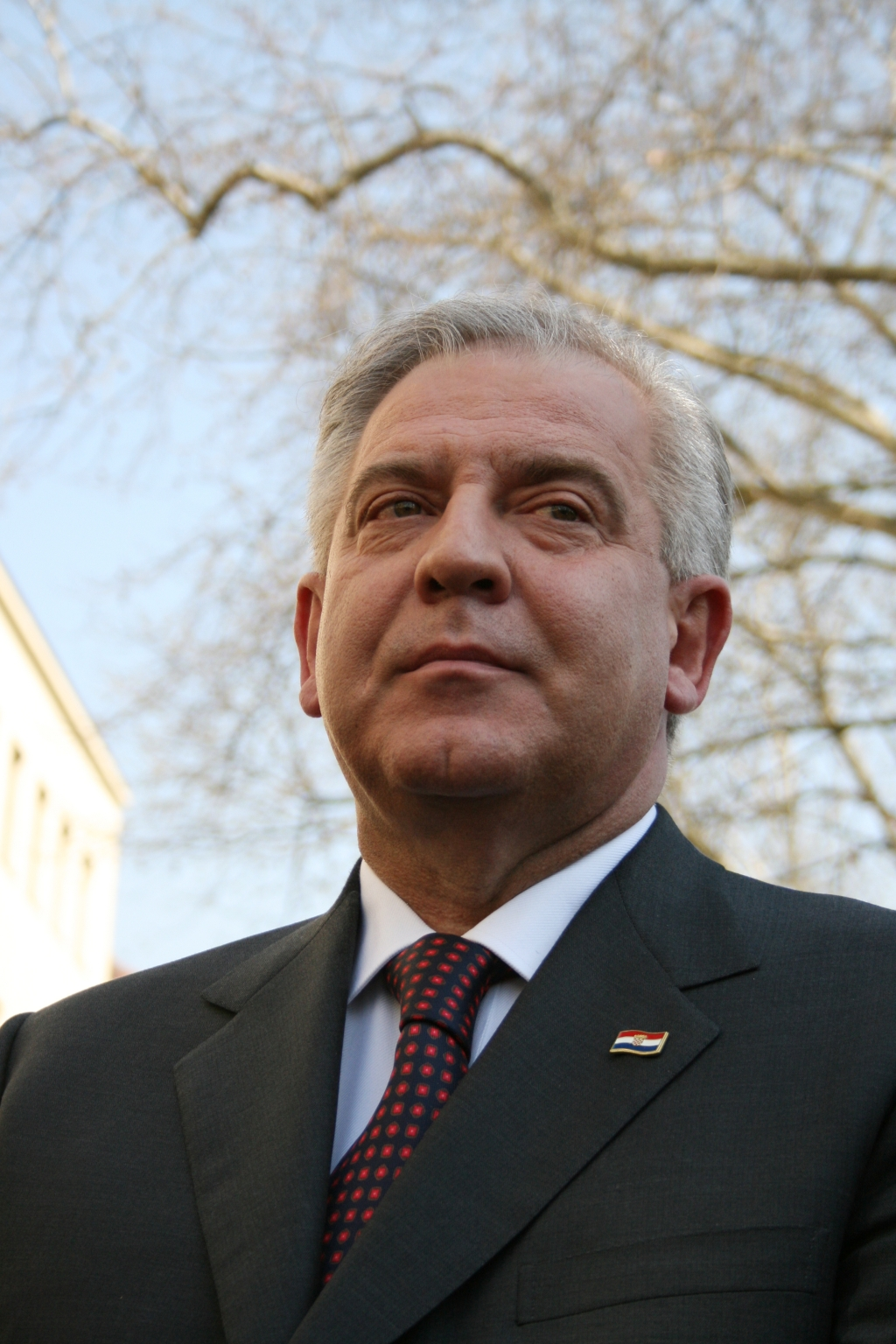
Ivo Sanader (2006)

Bei den Wahlen im November 2003 wurde die HDZ wieder stimmenstärkste Partei. Sie bildete im Dezember eine Minderheitsregierung mit Unterstützung durch die Pensionistenpartei HSU und weiterer Kleinparteien sowie die meisten Vertreter der nationalen Minderheiten. Neuer Ministerpräsident wurde Ivo Sanader.
2003 strichen die USA ihre Militärhilfe an Kroatien, da dieses das Statut des Internationalen Strafgerichtshofs ratifiziert hatte.
Am 18. Juni 2004 verliehen die Staats- und Regierungschefs der Europäischen Union (EU) Kroatien den Status eines offiziellen Beitrittskandidaten. Der ursprünglich für den 17. März 2005 vorgesehene Beginn der Beitrittsverhandlungen wurde zunächst zurückgestellt, weil das UNO-Kriegsverbrechertribunal in Den Haag Kroatien vorwarf, nicht genug für die Ergreifung des Angeklagten Ante Gotovina unternommen zu haben. Erst am 3. Oktober 2005 fällte der EU-Ministerrat in Luxemburg die Entscheidung über den Beginn von Beitrittsverhandlungen, nachdem der Internationale Strafgerichtshof (IStGH) Kroatien nun „vollständige Zusammenarbeit“ bescheinigt hatte. Gotovina wurde am 7. Dezember 2005 auf der spanischen Insel Teneriffa festgenommen und am 10. Dezember dem IStGH überstellt.
Kroatien wurde zum 1. Juli 2013 Mitglied der Europäischen Union. Kroatien ist nach Slowenien der zweite Nachfolgestaat des ehemaligen Jugoslawien, der Mitglied der EU ist. 
Seit dem 1. Januar 2023 ist der Euro die Währung Kroatiens.